# Atarba (Ischnothrix) obtusiloba
Atarba (Ischnothrix) obtusiloba is een tweevleugelige uit de familie steltmuggen (Limoniidae). De soort komt voor in het Neotropisch gebied.